# Hans Pleikard von Gemmingen
Hans Pleikard von Gemmingen (* 1546; † 26. Februar 1603) war Grundherr in Steinegg.

## Leben

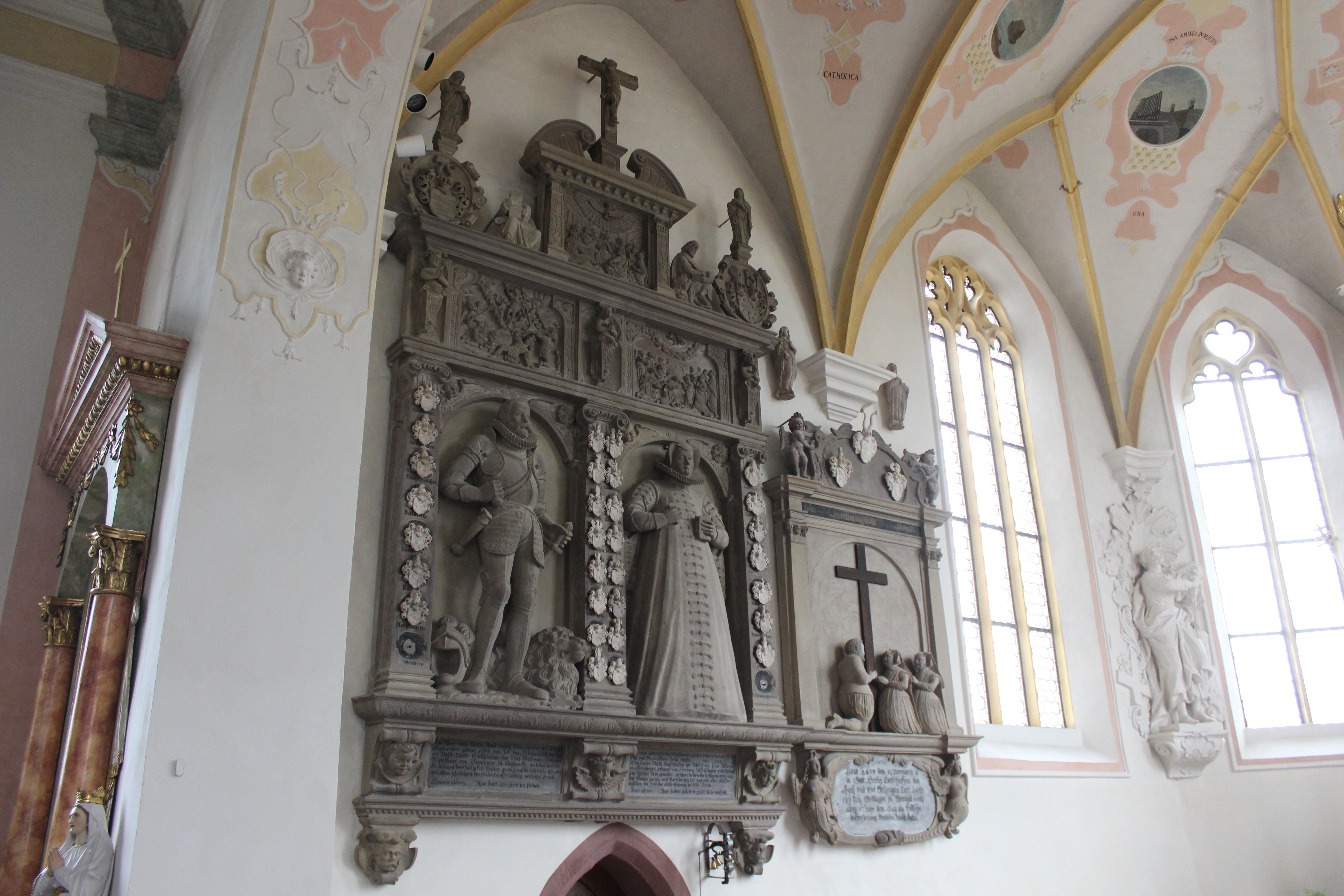
Grabmal Hans Pleikards und Marias in der Neuhausener Pfarrkirche (Mitte)

Er war ein Sohn des Eitel Dietrich von Gemmingen (1513–1568) und der Ursula von Ehingen († 1549) aus der Linie Steinegg der Freiherren von Gemmingen. Vom Vater erbte er dessen Besitz in Steinegg, wo er auch seinen Wohnsitz nahm. Von ihm haben sich zahlreiche Archivalien erhalten. 1587 errichtete er einen Vertrag mit der Gemeinde Schellbronn wegen einer Waldung, 1588 einen Vertrag mit Hohenwart wegen der Holzgerechtigkeit. 1592 erhielt er eine Erinnerung des badischen Markgrafen, nicht in fremde Kriegsdienste zu ziehen. 
Am 1. Februar 1599 erstellte er eine Beschreibung des Erbes seines Vaters. Unter anderem sind darin aufgeführt das Haus in der Steinegger Allmandgasse, das der Vater bewohnt hatte und das Hans Pleikard erworben hat und neu aufbauen ließ, ein weiteres Haus, das der Vater von der Starkhen-Barbel erkauft und neu errichtet hatte, zwei Häuser in der Kirchgasse und ein halbes Haus in der Furtgasse, außerdem das Jagdhaus zum Taulbronnen, das Eitel Dietrich für 500 Gulden reparieren ließ.
Da er keine männlichen Nachkommen hinterließ, fiel sein Besitz in Steinegg an Karl Dietrich von Gemmingen (1583–1629), einen Sohn seines Vetters Wolf Dietrich (1560–1601).
Das prächtige Grabmal für Hans Pleikard von Gemmingen und seine zweite Gattin Maria von Freiberg ist in der Kirche in Neuhausen erhalten.

## Familie
Er war in erster Ehe verheiratet mit Anna Elisabeth von Venningen, in zweiter Ehe mit Maria von Freiberg.
Nachkommen:
- Maria Jakobea (1576–1581)
- Rosina (* 1579) ⚭ Ludwig von Gemmingen-Gemmingen, Hans Karl von Merlau
- Magdalena (* 1580) ⚭ Hans Adam von Ow
- Eitel Dietrich (* 1583), starb jung